# Coraje mamá
Coraje mamá fue una telenovela argentina emitida en 1985 por Canal 9 protagonizada por María Aurelia Bisutti, Raúl Aubel y Carlos Estrada.

## Guion
La telenovela fue dirigida por Wilfredo Ferrán y fue escrita por Delia González Márquez, autora prolífica del género en la década de 1980 Es tuya... Juan (1991), Venganza de mujer (1986), Amor gitano (1983), Esa provinciana (1983), Barracas al sur (1981), Daniel y Cecilia (1980), Un día 32 en San Telmo (1980), Profesión, ama de casa (1979), Un mundo de veinte asientos (1978), Muchacha italiana viene a casarse (1969).

## Cortina musical
- Mari Trini interpreta "Diario de una mujer" apertura de "Coraje mamá" en Youtube

## Elenco
- María Aurelia Bisutti es Susana
- Raúl Aubel es Juan Francisco
- Carlos Estrada es Federico
- Nelly Beltrán es Dora
- Teresa Blasco es Brumilda
- Héctor Pellegrini es Gerardo
- Gustavo Rey es Gregorio
- Alejandro Escudero es Alejandro
- Marta Gam es Mercedes
- Darío Grandinetti es Máximo
- Gabriela Toscano es Betina
- Rodolfo Machado es Carmelo
- Celia Juárez es Sagrario
- Jovita Luna es Catalina
- Graciela Pal
- Elena Sedova
- Gilda Lousek
- Adriana Gardiazábal
- Adrián Di Stefano
- Paquita Muñoz

- Datos: Q5788155